# Крунска 11
Крунска 11 је српска серија из 2024. године.
Од 30. септембра 2024 године премијерно је емитује Суперстар ТВ.А од 12. фебруара 2025 године се репризно емитује и на ТВ Б92.

## Радња
У серији, чија прича се одвија у једном дворишту у Београду, пратимо животе станара зграде Крунска 11. Јунаке наше зграде је прво задесила корона, па Трећи светски рат, па лепе љубави и још лепши растанци.
Од ентузијазма и сналажљивости до фрустрација и сукоба, серија приказује како се животи и односи мењају под притиском разних криза, али љубав је та која увек побеђује. Кроз хумористичне, емотивне и драматичне тренутке, откривамо како се заједница развија и прилагођава новој стварности, док се неки парови раздвајају, а други проналазе нову љубав...

## Главне улоге
| Глумац               | Улога            |
| -------------------- | ---------------- |
| Даница Радуловић     | Милина           |
| Јован Јелисавчић     | Дмитар           |
| Ана Лечић            | Мина             |
| Вуле Марковић        | Петар            |
| Милена Ђорђевић      | Мира             |
| Милош Ђорђевић       | Лале             |
| Милица Томашевић     | Лола             |
| Немања Стаматовић    | Борис            |
| Зоран Цвијановић     | деда Живојин     |
| Соња Дамјановић      | Емилија          |
| Даница Ристовски     | Кристина         |
| Ива Штрљић           | Јагода           |
| Невена Неранџић      | Вишња            |
| Марко Тодоровић      | Лакота           |
| Дејан Луткић         | Мештан           |
| Александар Радојичић | Макс Кохан       |
| Миодраг Радоњић      | Владимир Смирнов |
| Аница Лазић          | Кетрин Андерсон  |
| Теодора Ристовски    | Јулија           |
| Јован Белобрковић    | Сава             |
| Ваја Дујовић         | Наташа           |
| Данило Лончаревић    | Милан            |
| Јаков Марјановић     | Игор             |
| Лена Марковић        | Маја             |
| Бојана Стојковић     | Угљеша           |
| Ива Милановић        | Наташа           |

## Споредне улоге
| Глумац                 | Улога                   |
| ---------------------- | ----------------------- |
| Александар Филимоновић | Симон                   |
| Андреј Бајагић         | Ђорђе                   |
| Мирко Влаховић         | Јоко                    |
| Андрија Кузмановић     | Варајић                 |
| Бранислав Лечић        | Џелатовић               |
| Бранко Видаковић       | Јаблан                  |
| Јован Ристовски        | таксиста                |
| Дубравко Јовановић     | др Шљивић               |
| Милан Пајић            | др Олујић               |
| Бранко Јеринић         | др Маглајић             |
| Радмила Мугоша         | Јоке                    |
| Даница Рајковић        | Бирка                   |
| Дубравка Дракић        | Велинка                 |
| Лазар Ђурђевић         | Игњатије                |
| Исидора Јанковић       | Пепе                    |
| Сташа Банићевић        | Тара                    |
| Чарни Ђерић            | Цоле                    |
| Дејан Цицмиловић       | Владимиров отац         |
| Џастус Рид             | Американац              |
| Миљан Давидовић        | матичар                 |
| Марко Мак Пантелић     | уредник Симоновић       |
| Јован Лоле Савић       | командир                |
| Петар Матановић        | Жорж                    |
| Лука Бакић             | Максов пријатељ         |
| Маја Колунџија         | рецепционерка           |
| Владан Милић           | пијанац                 |
| Јован Ристовски        | политиколог             |
| Никола Поповић         | бизнисмен               |
| Бора Ненић             | професор                |
| Елена Војиновић        | Мајина другарица        |
| Горан Милинковић       | Батрић                  |
| Иван Киринчић          | Лолин дечко             |
| Лола Ђуровић           | Лела                    |
| Софија Ковачевић       | тв спикер               |
| Милош Ђуричић          | тв спикер               |
| Лазар Ристовски        | наратор                 |
| Иван Лончаревић        |                         |
| Ђорђе Ерчевић          | Миле                    |
| Јаков Марјановић       | Игор                    |
| Цезар Гарсија          | туриста - млади странац |
| Милош Лаловић          | командир                |

## Епизоде
| Сезона | Сезона | Епизоде | Епизоде | Оригинално емитовање | Оригинално емитовање |
| Сезона | Сезона | Епизоде | Епизоде | Премијера            | Финале               |
| ------ | ------ | ------- | ------- | -------------------- | -------------------- |
|        | 1.     | 45      | 45      | 30. септембар 2024.  | 29. новембар 2024.   |
|        | 2.     | н. п.   | н. п.   | ( )                  | ( )                  |